# Takakura Ken
Takakura Ken (高倉 健 (Cao Thương Kiện) Takakura Ken), tên khai sinh là Oda Gōichi (小田 剛一 (Tiểu Điền Cương Nhất) Oda Gōichi, 16 tháng 2 năm 1931 – 10 tháng 11 năm 2014) là một diễn viên điện ảnh người Nhật Bản, được biết đến nhiều nhất với phong cách suy tư đặc trưng và dáng vẻ khắc kỷ thể hiện trong các vai diễn của ông. Ông đã đoạt Giải thưởng Viện hàn lâm Nhật Bản tới bốn lần, nhiều hơn bất cứ diễn viên nam nào khác.

## Cuộc đời và sự nghiệp
Takakura sinh tại Nakama, Fukuoka năm 1931. Ông theo học trường trung học Tochiku ở thành phố Yahata gần đó, nơi ông là thành viên của một đội quyền anh và hội nghiên cứu tiếng Anh. Đó là khoảng thời gian ông bắt đầu có được dáng vẻ bảnh bao phong lưu và nhân cách ương ngạnh nhờ xem những bộ phim về yakuza. Chủ đề này được bao trùm lên một trong những bộ phim nổi tiếng nhất của ông, Showa Zankyo-den (Chứng tích tinh thần thượng võ thời Showa), trong đó ông đóng vai một yakuza phong cách cũ đáng kính giữa những băng nhóm bạo lực hậu chiến tranh. Sau khi tốt nghiệp Đại học Meiji ở Tokyo, Takakura tham dự một buổi thử giọng mang tính thúc đảy vào năm 1955 ở Công ty điện ảnh Toei trong khi đang nộp đơn xin việc vào một vị trí quản lý.
Toei tìm thấy một tư chất bẩm sinh trong Takakura khi ông ra mắt với Denko Karate Uchi (Đòn karate tia chớp) năm 1956. Năm 1959, ông cưới ca sĩ Eri Chiemi, nhưng li dị năm 1971. Vai diễn mang tính đột phá của ông là ở phim năm 1965 Nhà tù Abashiri, và phần tiếp theo là Abashiri Bangaichi: Bokyohen (Nhà tù Abashiri: Mong ước một mái nhà, cũng trong năm 1965), phim mà ông thủ vai một kẻ phản anh hùng từng là một kẻ lừa gạt. Vào thời điểm Takakura rời Toei năm 1976, ông đã xuất hiện trong hơn 180.
Ông giành được sự công nhận của quốc tế sau khi đóng vai chính trong bộ phim chiến tranh năm 1970 Too Late the Hero trong vai thiếu tá Đế quốc Nhật Bản xảo quyệt Yamaguchi, bộ phim thành công bất ngờ năm 1974 của Sydney Pollack là The Yakuza với Robert Mitchum, và vai diễn có lẽ được biết đến nhiều nhất của ông ở phương Tây trong Black Rain (1989), bộ phim của Ridley Scott, nơi mà ông gây bất ngờ cho những cảnh sát người Mỹ do Michael Douglas và Andy García thủ vai với câu nói, "I do speak fucking English" ("Tôi có nói được thứ tiếng Anh chết tiệt này đấy."). Ông một lần nữa xuất hiện với khán giả phương Tây với bộ phim hài năm 1992 của Fred Schepisi là Mr. Baseball, với Tom Selleck đóng vai chính, trong vai HLV Uchiyama được cho là lấy hình tượng từ nguyên HLV của Dragons Hoshino Senichi.
Takakura là một trong số ít các diễn viên Nhật Bản được biết đến nhiều ở Trung Quốc, do sự xuất hiện của ông trong bộ phim chính kịch tội phạm của Satō Jun'ya năm 1976 Kimi yo Fundo no Kawa o Watare (có tên gọi ở một số vùng lãnh thổ là Manhunt), bộ phim nước ngoài đầu tiên được chiếu sau Cách mạng Văn hoá.
Ông xuất hiện ở ba phim từ đầu những năm 2000: Hotaru (ホタル Đom đóm) vào tháng 5 năm 2001, Độc hành ngàn dặm, bởi đạo diễn Trung Quốc Trương Nghệ Mưu, vào cuối tháng 12 năm 2005, và bộ phim Anata e (Người yêu thương nhất) của Furuhata Yasuo vào cuối tháng 8 năm 2012, sau sáu năm vắng bóng. Ông qua đời vì bệnh u lymphoma vào ngày 10 tháng 11 năm 2014. Ishihara Shintarō đã mô tả ông như "ngôi sao lớn cuối cùng (tại Nhật Bản)." Một số lượng lớn người sử dụng Internet người Trung Quốc đã bày tỏ sự cảm thông và chia buồn của họ, trong đó có nhiều nhân vật nổi tiếng trong ngành công nghiệp điện ảnh Trung Quốc. Phát ngôn viên của Bộ Ngoại giao Trung Quốc lúc bấy giờ là Hồng Lỗi phát biểu rằng Takakura đã có những đóng góp đáng kể cho việc trao đổi văn hóa giữa Trung Quốc và Nhật Bản.
Một bộ phim tài liệu dựa trên cuộc đời của Takakura mang tên Ken San đã trình chiếu tại Liên hoan phim Cannes 2016 và đã được phát hành tại các rạp chiếu phim của Nhật Bản vào ngày 20 tháng 8 năm 2016. Bộ phim được đạo diễn bởi nhiếp ảnh gia Yuichi Hibi và bao gồm những cuộc phỏng vấn với các nhà làm phim và diễn viên như Martin Scorsese, Paul Schrader, Michael Douglas, Ngô Vũ Sâm và Yamada Yōji.

## Một số bộ phim đã tham gia
- A Fugitive from the Past (1965)
- Nhà tù Abashiri (1965)
- The Drifting Avenger (1968)
- Too Late the Hero (1970)
- Golgo 13 (1973)
- The Homeless (1974)
- Đoàn tàu bộc phá (1975)
- The Yakuza (1975)
- Kimi Yo Funnu no Kawa o Watare (1976)
- Đỉnh Hakkoda (1977)
- Chiếc khăn tay vàng (1977)
- Không từ bỏ (1978)
- A Distant Cry from Spring (1980)
- Nhà ga (1981)
- Izakaya Chōji (1983)
- Nam Cực (1983)
- Black Rain (1989)
- Mr. Baseball (1992)
- Poppoya (1999)
- Độc hành ngàn dặm (2005)
- Anata e (2012)

## Vinh danh
- Giải thưởng Viện hàn lâm Nhật Bản cho nam diễn viên chính xuất sắc nhất[14]

- 1978 – với vai Yusaku Shima, trong Chiếc khăn tay vàng
- 1981 – với vai Kōsaku Tajima, trong A Distant Cry from Spring
- 1982 – với vai Eiji Mikami, trong Nhà ga
- 1999 – với vai Otomatsu Satō, trong Poppoya

- Giải thưởng Blue Ribbon[15]

- 1977 – với vai Yusaku Shima, trong Chiếc khăn tay vàng
- 1999 – với vai Otomatsu Satō, trong Poppoya

- Huân chương Công lao Văn hoá (2006)[2]
- Huân chương Văn hoá (2013)[16]
- Tòng tam vị (2014; truy tặng)